# جون تود (منظر المؤامرة)
جون تود (بالإنجليزية: John Todd)‏ هو منظر المؤامرة أمريكي، ولد في 19 مايو 1949، وتوفي في 10 نوفمبر 2007 في كارولاينا الجنوبية في الولايات المتحدة.